# Donne sull'orlo di una crisi di nervi (programma televisivo)
Donne sull'orlo di una crisi di nervi è un programma televisivo italiano di genere talk show e rotocalco, in onda in prima serata su Rai 3 dal 14 maggio 2024, ideato e condotto da Piero Chiambretti.

## Il programma
Il programma, che ha lo stesso titolo del film omonimo del 1988 del regista spagnolo Pedro Almodóvar, è nato come successore dei programmi di Piero Chiambretti Matrix Chiambretti - La Repubblica delle Donne (andato in onda in seconda serata su Canale 5 dal 7 ottobre 2016 al 14 giugno 2018) e #CR4 - La Repubblica delle Donne (andato in onda in prima serata su Rete 4 dal 31 ottobre 2018 al 4 marzo 2020). È realizzato dalla direzione intrattenimento prime time della Rai e curato da Francesco Rumori e Danilo Salemi e in versione comedy show tratta i temi legati all'universo femminile in tutte le sue sfumature con l'ausilio di filmati e della presenza di ospiti in studio e in collegamento, pronti ad intervenire sulle varie tematiche.

## Edizioni
| Edizione | Anno | Conduzione        | Periodo           | Periodo         | Puntate | Regia        | Studio                                                           |
| Edizione | Anno | Conduzione        | Inizio            | Fine            | Puntate | Regia        | Studio                                                           |
| -------- | ---- | ----------------- | ----------------- | --------------- | ------- | ------------ | ---------------------------------------------------------------- |
| 1ª       | 2024 | Piero Chiambretti | 14 maggio 2024    | 11 giugno 2024  | 5       | Massimo Fusi | Studio 2000 del Centro di produzione Rai di via Mecenate, Milano |
| 2ª       | 2024 | Piero Chiambretti | 12 settembre 2024 | 17 ottobre 2024 | 6       | Massimo Fusi | Studio M2 del Centro di produzione Rai di Via Mecenate, Milano   |
| 3ª       | 2025 | Piero Chiambretti | 15 maggio 2025    | 12 giugno 2025  | 5       | Massimo Fusi | Studio M2 del Centro di produzione Rai di Via Mecenate, Milano   |

## Puntate e ascolti

### Prima edizione (2024)

#### Cast fisso
- Conduttore: Piero Chiambretti
- Editorialisti: Edoardo Camurri, Costantino della Gherardesca, Fabrizio Moretti, Francesca Barra, Grazia Sambruna, Melanie Francesca, Maurizio Mannoni
- Inviati in collegamento da Parigi, Londra e New York: Giovanna Botteri, Claudio Pagliara, Marco Varvello
- Ospiti fissi: Giorgio Dell'Arti, Simone Guidarelli, Fabrizio Ferrari, Ubaldo Lanzo, Clizia De Rossi, Giada Biaggi, Ludovica Cutuli
- Comici: Francesca Reggiani, Rosalia Porcaro
- Contributi filmati di: Maria Vittoria Longhitano, Tess Masazza, Sara Penelope Robin, Maryna Valdemoro Maino
- Cantanti: Martina Difonte, Sol
- Corpo di ballo: Carolina Jay Cantore, Lara Granata, Sofia Monti, Silvia Omo-Ogbewi

#### Ascolti e ospiti
| Puntata | Messa in onda  | Ascolti        | Ascolti | Ascolti | Ospiti                                                            |
| Puntata | Messa in onda  | Telespettatori | Share   | Fonte   | Ospiti                                                            |
| ------- | -------------- | -------------- | ------- | ------- | ----------------------------------------------------------------- |
| 1       | 14 maggio 2024 | 608 000        | 3,70%   | [ 6 ]   | Enrico Mentana, Sofia Goggia, Giovanni Minoli, Francesco Fanucchi |
| 2       | 21 maggio 2024 | 481 000        | 2,82%   | [ 7 ]   | Mira Sorvino, Leo Gassmann, Paolo Mieli                           |
| 3       | 28 maggio 2024 | 639 000        | 3,79%   | [ 8 ]   | Francesca Fagnani, Massimo Giletti                                |
| 4       | 4 giugno 2024  | 856 000        | 4,52%   | [ 9 ]   | Selvaggia Lucarelli, Barbara Alberti, Valentina Nappi             |
| 5       | 11 giugno 2024 | 661 000        | 4,10%   | [ 10 ]  | Beatrice Venezi, Cristiano Malgioglio, Morgan                     |
| Media   | Media          | 649 000        | 3,79%   |         |                                                                   |

### Seconda edizione (2024)

#### Cast fisso
- Conduttore: Piero Chiambretti
- Editorialisti: Edoardo Camurri, Gene Gnocchi, Rosita Celentano, Alba Parietti, Asia Argento, Maurizio Mannoni
- Inviati in collegamento da Parigi, Londra e New York: Nicoletta Manzione, Claudio Pagliara, Marco Varvello
- Ospiti fissi: Giorgio Dell'Arti, Ubaldo Lanzo, Melanie Francesca, Giada Biaggi, la casalinga di Alpignano
- Comici: Rosalia Porcaro, Francesco Fanucchi
- Contributi filmati di: Maria Vittoria Longhitano, Maryna Valdemoro Maino
- Cantanti: Martina Difonte
- Corpo di ballo: Carolina Jay Cantore, Lara Granata, Sofia Monti, Silvia Omo-Ogbewi

#### Ascolti e ospiti
| Puntata | Messa in onda     | Ascolti        | Ascolti | Ascolti | Ospiti                                                                                           |
| Puntata | Messa in onda     | Telespettatori | Share   | Fonte   | Ospiti                                                                                           |
| ------- | ----------------- | -------------- | ------- | ------- | ------------------------------------------------------------------------------------------------ |
| 1       | 12 settembre 2024 | 629 000        | 4,13%   | [ 11 ]  | Darko Perić, Claudio Martelli                                                                    |
| 2       | 19 settembre 2024 | 535 000        | 3,31%   | [ 12 ]  | Ignazio La Russa, Vera Gemma, Chiara Valerio, Michelle Comi                                      |
| 3       | 26 settembre 2024 | 664 000        | 4,26%   | [ 13 ]  | Emma Bonino, Paola Ferrari, Vittorio Feltri                                                      |
| 4       | 3 ottobre 2024    | 674 000        | 4,09%   | [ 14 ]  | Alessandro Borghese, Vittorio ed Evelina Sgarbi, Marina Tagliaferri, Vittorio Feltri             |
| 5       | 10 ottobre 2024   | 770 000        | 4,62%   | [ 15 ]  | Stefano Bonaccini, Selvaggia Lucarelli, Patrizio Rispo, Vittorio Feltri                          |
| 6       | 17 ottobre 2024   | 665 000        | 3,97%   | [ 16 ]  | Giovanni Minoli, Nina Soldano, Riccardo Polizzy Carbonelli, Stefania Battistini, Vittorio Feltri |
| Media   | Media             | 656 000        | 4,06%   |         |                                                                                                  |

### Terza edizione (2025)

#### Cast fisso
- Conduttore: Piero Chiambretti
- Editorialisti: Rosita Celentano, Alba Parietti, Anna Lou Castoldi, Maurizio Mannoni
- Inviati in collegamento da Parigi, Londra, New York e Washington: Gennaro Sangiuliano, Nicoletta Manzione, Claudio Pagliara, Laura Pepe
- Ospiti fissi: Asia Argento, Francesca Pascale, Clizia Fornasier, Giorgio Dell'Arti, Giada Biaggi, Mariella Sanna
- Comici: Alessandro Ciacci, Ippolita Baldini, Federica Ferrero, Vittorio Feltri
- Cantanti: Auroro Borealo
- Corpo di ballo: Carolina Jay Cantore, Emma Casati, Lara Granata, Sofia Monti, Sara Soares

#### Ascolti e ospiti
| Puntata | Messa in onda  | Ascolti        | Ascolti | Ascolti | Ospiti                                                                                        |
| Puntata | Messa in onda  | Telespettatori | Share   | Fonte   | Ospiti                                                                                        |
| ------- | -------------- | -------------- | ------- | ------- | --------------------------------------------------------------------------------------------- |
| 1       | 15 maggio 2025 | 624 000        | 4,00%   | [ 17 ]  | Sergio Paini, Rosy Bindi, don Stefano Stimamiglio, Pupi Avati, Michela Giraud                 |
| 2       | 22 maggio 2025 | 739 000        | 5,00%   | [ 18 ]  | Nicola Pietrangeli, Pif, Gianni Riotta                                                        |
| 3       | 29 maggio 2025 | 719 000        | 4,90%   | [ 19 ]  | Ilenia Pastorelli, Federica Angeli, don Stefano Stimamiglio, Patrizio Rispo, Patrick Facciolo |
| 4       | 5 giugno 2025  | 805 000        | 5,00%   | [ 20 ]  | Giovanna Botteri, Francesco Pannofino, Sabina Negri, Irene Nonnis                             |
| 5       | 12 giugno 2025 | 706 000        | 5,20%   | [ 21 ]  | Beppe Severgnini, Melania Rizzoli, Massimo Giletti                                            |
| Media   | Media          | 719 000        | 4,82%   |         |                                                                                               |

## Audience
| Edizione | Rete televisiva | Anno | Stagione       | Orario      | Durata  | Programmazione | Programmazione | Programmazione | Programmazione | Programmazione | Programmazione | Programmazione | Collocazione | Media auditel  | Media auditel | Premiere       | Premiere | Finale         | Finale |
| Edizione | Rete televisiva | Anno | Stagione       | Orario      | Durata  | L              | M              | M              | G              | V              | S              | D              | Collocazione | Telespettatori | Share         | Telespettatori | Share    | Telespettatori | Share  |
| -------- | --------------- | ---- | -------------- | ----------- | ------- | -------------- | -------------- | -------------- | -------------- | -------------- | -------------- | -------------- | ------------ | -------------- | ------------- | -------------- | -------- | -------------- | ------ |
| 1ª       | Rai 3           | 2024 | primavera      | 21:20-00:00 | 160 min |                |                |                |                |                |                |                | Prima serata | 649 000        | 3,79%         | 608 000        | 3,70%    | 661 000        | 4,10%  |
| 2ª       | Rai 3           | 2024 | estate-autunno | 21:20-00:00 | 160 min |                |                | 656 000        | 4,06%          | 629 000        | 4,13%          | 665 000        | Prima serata | 3,97%          |               |                |          |                |        |
| 3ª       | Rai 3           | 2025 | primavera      | 21:20-00:00 | 160 min | 719 000        | 4,82%          | 624 000        | 4,00%          | 706 000        | 5,20%          |                | Prima serata |                |               |                |          |                |        |